# Volleyball World Beach Pro Tour 2025 der Frauen
Die Volleyball World Beach Pro Tour 2025 der Frauen besteht aus 49 Beachvolleyball-Turnieren. Zwölf Turniere gehören in die Kategorie „Elite16“, sieben Turniere in die Kategorie „Challenge“ und 30 in die Kategorie „Futures“. Hinzu kommt noch die Weltmeisterschaft in Adelaide. 

## Turniere

### Übersicht
Die folgende Tabelle zeigt alle Frauen-Turniere (außer Futures) der Volleyball World Beach Pro Tour 2025.
| Austragungsort | Land                | Kategorie         | Datum                            |
| -------------- | ------------------- | ----------------- | -------------------------------- |
| Yucatán        | Mexiko              | Challenge         | 20. bis 23. März 2025            |
| Quintana Roo   | Mexiko              | Elite16           | 26. bis 30. März 2025            |
| Saquarema      | Brasilien           | Elite16           | 9. bis 13. April 2025            |
| Brasília       | Brasilien           | Elite16           | 16. bis 20. April 2025           |
| Xiamen         | Volksrepublik China | Challenge         | 15. bis 18. Mai 2025             |
| Ostrava        | Tschechien          | Elite16           | 28. Mai bis 1. Juni 2025         |
| Alanya         | Türkei              | Challenge         | 12. bis 15. Juni 2025            |
| Stare Jabłonki | Polen               | Challenge         | 26. bis 29. Juni 2025            |
| Gstaad         | Schweiz             | Elite16           | 2. bis 6. Juli 2025              |
| Baden          | Österreich          | Challenge         | 5. bis 9. August 2025            |
| Montreal       | Kanada              | Elite16           | 13. bis 17. August 2025          |
| Hamburg        | Deutschland         | Elite16           | 27. bis 31. August 2025          |
| João Pessoa    | Brasilien           | Elite16           | 17. bis 21. September 2025       |
| Rio de Janeiro | Brasilien           | Elite16           | 24. bis 28. September 2025       |
| tbd            | Mexiko              | Challenge         | 1. bis 5. Oktober 2025           |
| Newport Beach  | Vereinigte Staaten  | Elite16           | 7. bis 11. Oktober 2025          |
| Nuvali         | Philippinen         | Challenge         | 16. bis 19. Oktober 2025         |
| Kapstadt       | Südafrika           | Elite16           | 22. bis 26. Oktober 2025         |
| Doha           | Katar               | Elite16           | 28. Oktober bis 1. November 2025 |
| Adelaide       | Australien          | Weltmeisterschaft | 14. bis 23. November 2025        |

### Yucatán
Challenge, 20. bis 23. März 2025
| Platz | Team                                  |
| ----- | ------------------------------------- |
| 1     | Valentina Gottardi / Claudia Scampoli |
| 2     | Tanja Hüberli / Leona Kernen          |
| 3     | Devon Newberry / Jaden Whitmarsh      |
| 4     | Kimberly Hildreth / Teegan Van Gunst  |
| 5     | Dorina Klinger / Ronja Klinger        |
| 5     | Daniela Álvarez / Tania Moreno        |
| 5     | Tetjana Lasarenko / Maryna Hladun     |
| 5     | Toni Rodriguez / Kylie Deberg         |

### Quintana Roo
Elite16, 26. bis 30. März 2025
| Platz | Team                               |
| ----- | ---------------------------------- |
| 1     | Carol Solberg / Rebecca Cavalcanti |
| 2     | Terese Cannon / Megan Kraft        |
| 3     | Taryn Brasher / Kristen Nuss       |
| 4     | Molly Shaw / Kelly Cheng           |
| 5     | Dorina Klinger / Ronja Klinger     |
| 5     | Cinja Tillmann / Svenja Müller     |
| 5     | Tanja Hüberli / Leona Kernen       |
| 5     | Chloe Loreen / Corinne Quiggle     |

### Saquarema
Elite16, 9. bis 13. April 2025
| Platz | Team                                 |
| ----- | ------------------------------------ |
| 1     | Thamela Coradello / Victória Lopes   |
| 2     | Taryn Brasher / Kristen Nuss         |
| 3     | Cinja Tillmann / Svenja Müller       |
| 4     | Molly Shaw / Kelly Cheng             |
| 5     | Duda Lisboa / Ana Patrícia Ramos     |
| 5     | Valentina Gottardi / Reka Orsi Toth  |
| 5     | Tīna Graudiņa / Anastasija Samoilova |
| 5     | Terese Cannon / Megan Kraft          |

### Brasília
Elite16, 16. bis 20. April 2025
| Platz | Team                                       |
| ----- | ------------------------------------------ |
| 1     | Taryn Brasher / Kristen Nuss               |
| 2     | Carol Solberg / Rebecca Cavalcanti         |
| 3     | Duda Lisboa / Ana Patrícia Ramos           |
| 4     | Emi van Driel / Wies Bekhuis               |
| 5     | Dorina Klinger / Ronja Klinger             |
| 5     | Melissa Humana-Paredes / Brandie Wilkerson |
| 5     | Valentina Gottardi / Reka Orsi Toth        |
| 5     | Terese Cannon / Megan Kraft                |

### Xiamen
Challenge, 15. bis 18. Mai 2025
| Platz | Team                                     |
| ----- | ---------------------------------------- |
| 1     | Toni Rodriguez / Kylie Deberg            |
| 2     | Taru Lahti / Niina Ahtiainen             |
| 3     | Lea Sophie Kunst / Melanie Paul          |
| 4     | Savannah Simo / Abby Van Winkle          |
| 5     | Elizabeth Alchin / Georgia Johnson       |
| 5     | Markéta Svozilová / Marie-Sára Štochlová |
| 5     | Clémence Vieira / Aline Chamereau        |
| 5     | Julia Donlin / Lexy Denaburg             |

### Ostrava
Elite16, 28. Mai bis 1. Juni 2025
| Platz | Team                                       |
| ----- | ------------------------------------------ |
| 1     | Thamela Coradello / Victória Lopes         |
| 2     | Tīna Graudiņa / Anastasija Samoilova       |
| 3     | Anouk Vergé-Dépré / Zoé Vergé-Dépré        |
| 4     | Dorina Klinger / Ronja Klinger             |
| 5     | Melissa Humana-Paredes / Brandie Wilkerson |
| 5     | Valentina Gottardi / Reka Orsi Toth        |
| 5     | Molly Shaw / Kelly Cheng                   |
| 5     | Terese Cannon / Megan Kraft                |

### Alanya
Challenge, 12. bis 15. Juni 2025
| Platz | Team                                     |
| ----- | ---------------------------------------- |
| 1     | Anouk Vergé-Dépré / Zoé Vergé-Dépré      |
| 2     | Valentina Gottardi / Reka Orsi Toth      |
| 3     | Clémence Vieira / Aline Chamereau        |
| 4     | Margherita Bianchin / Claudia Scampoli   |
| 5     | Hegeile Almeida / Vitória Rodrigues      |
| 5     | Markéta Svozilová / Marie-Sára Štochlová |
| 5     | Małgorzata Ciężkowska / Urszula Łunio    |
| 5     | Jewa Serdjuk / Darja Romanjuk            |

### Stare Jabłonki
Challenge, 26. bis 29. Juni 2025
| Platz | Team                                  |
| ----- | ------------------------------------- |
| 1     | Tetjana Lasarenko / Maryna Hladun     |
| 2     | Linda Bock / Louisa Lippmann          |
| 3     | Clémence Vieira / Aline Chamereau     |
| 4     | Julia Donlin / Lexy Denaburg          |
| 5     | Taliqua Clancy / Jana Milutinovic     |
| 5     | Daniela Álvarez / Tania Moreno        |
| 5     | Małgorzata Ciężkowska / Urszula Łunio |
| 5     | Kimberly Hildreth / Teegan Van Gunst  |

### Gstaad
Elite16, 2. bis 6. Juli 2025
| Platz | Team                                       |
| ----- | ------------------------------------------ |
| 1     | Taryn Brasher / Kristen Nuss               |
| 2     | Tīna Graudiņa / Anastasija Samoilova       |
| 3     | Anouk Vergé-Dépré / Zoé Vergé-Dépré        |
| 4     | Tanja Hüberli / Leona Kernen               |
| 5     | Thamela Coradello / Victória Lopes         |
| 5     | Melissa Humana-Paredes / Brandie Wilkerson |
| 5     | Anna-Lena Grüne / Sandra Ittlinger         |
| 5     | Terese Cannon / Megan Kraft                |

### Baden
Challenge, 5. bis 9. August 2025
| Platz | Team                                |
| ----- | ----------------------------------- |
| 1     | Linda Bock / Louisa Lippmann        |
| 2     | Mila Konink / Raïsa Schoon          |
| 3     | Walentyna Dawidowa / Anhelina Chmil |
| 4     | Taru Lahti / Niina Ahtiainen        |
| 5     | Taliqua Clancy / Jana Milutinovic   |
| 5     | Jasmine Fleming / Stefanie Fejes    |
| 5     | Ainė Raupelytė / Monika Paulikienė  |
| 5     | Deahna Kraft / Molly Phillips       |

### Montreal
Elite16, 13. bis 17. August 2025
| Platz | Team                                       |
| ----- | ------------------------------------------ |
| 1     | Melissa Humana-Paredes / Brandie Wilkerson |
| 2     | Cinja Tillmann / Svenja Müller             |
| 3     | Duda Lisboa / Ana Patrícia Ramos           |
| 4     | Tīna Graudiņa / Anastasija Samoilova       |
| 5     | Dorina Klinger / Ronja Klinger             |
| 5     | Carol Solberg / Rebecca Cavalcanti         |
| 5     | Thamela Coradello / Victória Lopes         |
| 5     | Daniela Álvarez / Tania Moreno             |